# Rubén Miño
Rubén Miño Peralta (* 18. ledna 1989, Cornellà de Llobregat, Španělsko) je španělský fotbalový brankář, hráč klubu AEK Larnaka.
Prošel angažmá ve Španělsku a na Kypru.

## Klubová kariéra
Od 15 let vyrůstal v barcelonské akademii La Masia. V roce 2010 debutoval v A týmu FC Barcelona. V červenci 2012 odešel do klubu RCD Mallorca. Sezónu 2015/16 strávil v druholigovém klubu Real Oviedo.
V létě 2016 zamířil do zahraničí, podepsal smlouvu s kyperským týmem AEK Larnaka.

## Reprezentační kariéra
Rubén Miño působil v mládežnických reprezentacích Španělska. S týmem do 21 let vyhrál roku 2011 Mistrovství Evropy U21 v Dánsku, kde Španělé zvítězili ve finále nad Švýcarskem 2:0.